# Baronia de Granollers

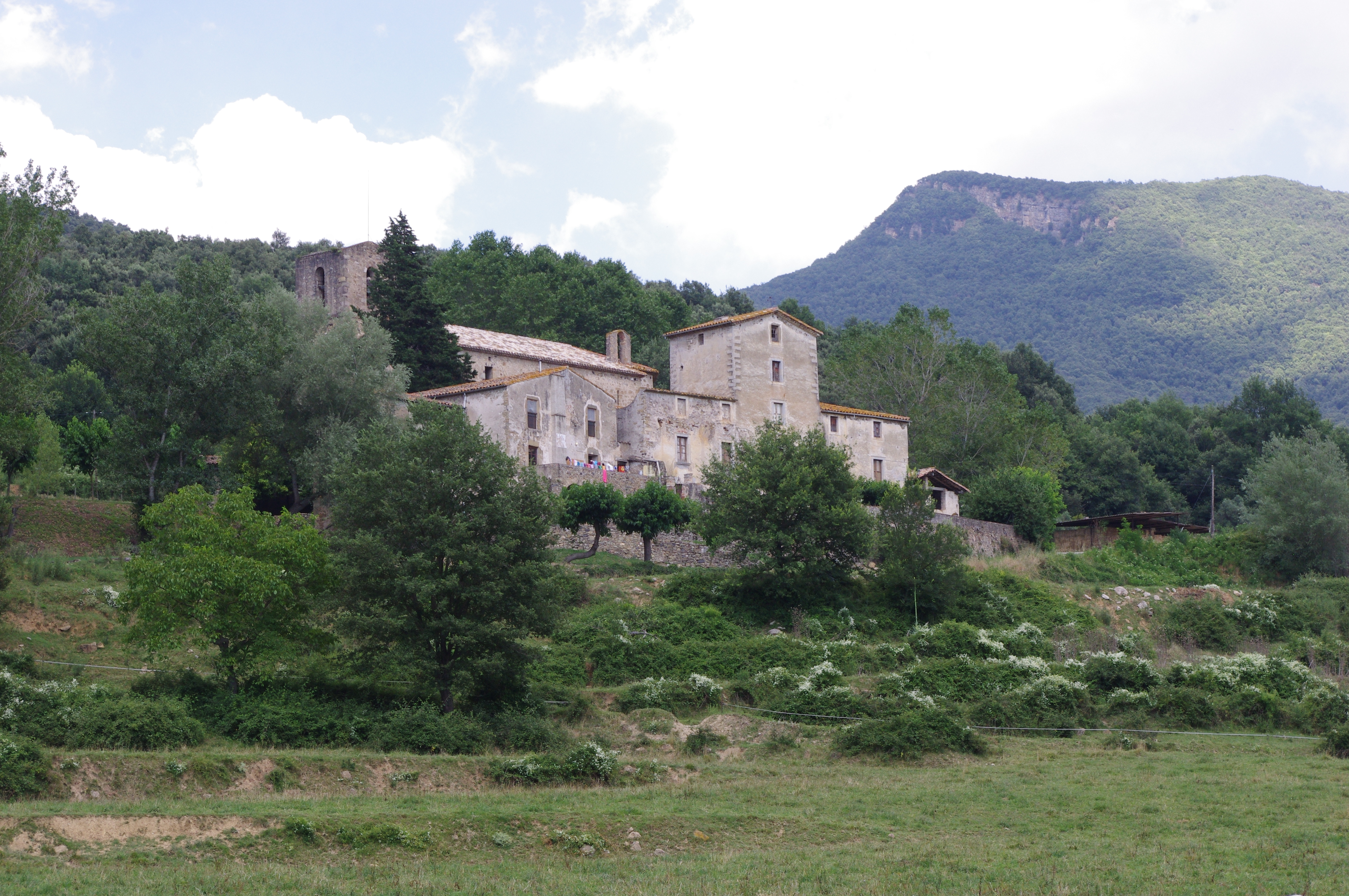
Castell de Granollers de Rocacorba

La baronia de Granollers va ser una jurisdicció senyorial amb centre al castell de Granollers de Rocacorba (al Gironès), que el 1379 va ser concedida al senyor de Cartellà, Pere Galceran de Cartellà i de Santvicenç.